# Floor tom
Floor tom (zwany też studnia, kocioł) – instrument muzyczny z grupy membranofonów, będący częścią zestawu perkusyjnego; rodzaj tomu o większych rozmiarach, zazwyczaj stawiany na podłodze. Typowe rozmiary to 16 cali x 16 cali, rzadziej 18 cali x 16 cali czy 18 cali x 18 cali. Mniejsze floor tomy (np. 14 cali x 14 cali) są charakterystyczne dla jazzowych zestawów perkusyjnych.